# Distichophyllum jungermannioides
Distichophyllum jungermannioides là một loài Rêu trong họ Hookeriaceae. Loài này được (Müll. Hal.) Bosch & Sande Lac. mô tả khoa học đầu tiên năm 1861.